# Звучно огледало (часопис)
Звучно огледало - звучни часопис за културу, науку и уметност покренут је 1994. године као гласило Удружења интелектуалаца и уметника оштећеног вида Србије (УИУОВС).
Први уредник часописа је била Недељка Ложајић, од 1994. све до 2003. У том периоду изашло је укупно 14 бројева. Првобитно је било предвиђено да за часопис излази 4 пута годишње, али због материјалне ситуације то није било изводљиво.
Током 2003. и 2004. уредник је био Петар Кухтичек и у том интервалу су изашла два броја, да би 2004. на његово место дошао Владан Петровић. Часопис почео да се снима у дигиталној техници – у MP3 формату, уместо, као до тада, у четвороканалној касетној техници.
Ово је био први часопис за слепе у Србији доступан доступан на касетама и на компакт дисковима.
У том периоду је обезбеђена и редовност излажења – 4 пута годишње. Часопис се финансирао путем пројеката Министарства културе Републике Србије.
Покренут је и подлистак за психологију, Огледало душе, 2005. године. Уредник овог додатка је била Недељка Ложајић. 
Додатак се бавио темама из психологије, психијатрије, педагогије и дефектологије и излазио је уз сваки број Звучног огледала.

У едицији часописа су током 2005. и 2006. у звучној техници снимљена и следећа књижевна дела:
- Вечни муж, роман Фјодора Михајловича Достојевског
- Џез, роман Тима Морисона
- Разговор с анђелом, антологијска збирка приповедака коју је приредио Ник Хорнби
- Канџе, роман Марка Видојковића
- Историја француске цивилизације, научно-истраживачки рад Слободана Витановића, професора универзитета Сорбона и једног од оснивача УИУОВС.
- Кама сутра, зборник древних текстова

Сва ова дела су, приликом гашења УИУОВС поклоњена Народној библиотеци Србије, где се данас налазе. 
У току 2008. престаје финансирање часописа, али захваљујући волонтерском раду чланова 2009. излазе још два броја.
Од 2004. до 2010. се часопис финансирао средствима Министарства културе, на основу поднетих пројеката, и у том периоду је излазио редовно. Услед материјалних неприлика, часопис је угашен заједно са Удружењем 2010. године.